# Діллер Роман Олександрович
Рома́н Олекса́ндрович Ді́ллер (24 квітня 1979 — 29 серпня 2014) — старший сержант 93-ї окремої механізованої бригади Збройних сил України, учасник російсько-української війни.

## Короткий життєпис
Народився 1979 року в Казахстані, з дитинства проживав у селі Шкурупіївка, Решетилівський район. Закінчив Решетилівську ЗОШ, Решетилівське професійно-технічне училище № 52, здобув професії тракториста-машиніста широкого профілю, слюсаря-ремонтника, водія автомобіля. Після армійської служби працював у сільському господарстві.
Мобілізований 31 липня 2014 року, старший сержант, командир міномета мінометної батареї, 93-тя окрема механізована бригада.
Загинув під час виходу з оточення під Іловайськом в районі села Червоносільське. За свідченням очевидців, загинув рятуючи пораненого поруч з машиною, в якій їхав, не доїжджаючи до села Червоносільського.
3 вересня 2014-го тіло Романа разом з тілами 96 інших загиблих було доставлене до Дніпропетровська. Упізнаний за експертизою ДНК серед похованих на Краснопільському цвинтарі невідомих Героїв.
Залишились мама Ольга Михайлівна і батько Олександр Діллер, дружина Ілона, неповнолітній на той час син.

## Нагороди та вшанування
За особисту мужність і героїзм, виявлені у захисті державного суверенітету та територіальної цілісності України, вірність військовій присязі під час російсько-української війни, відзначений — нагороджений
- 16 січня 2016 року — орденом «За мужність» III ступеня (посмертно)[1]
- Його портрет розміщений на меморіалі «Стіна пам'яті полеглих за Україну» у Києві: секція 3, ряд 6, місце 28
- Вшановується 29 серпня на щоденному ранковому церемоніалі вшанування українських захисників, які загинули цього дня у різні роки внаслідок російської збройної агресії[2]
- відзнака Президента України «За участь в антитерористичній операції» (посмертно)
- Іловайський Хрест (посмертно)
- 2017 року в Решетилівській гімназії відкрито меморіальну дошку на його честь